# Twenty Bucks
Twenty Bucks je americká filmová komedie z roku 1993. Natočil jej režisér Keva Rosenfeld podle scénáře Leslieho a Endreho Bohemů. Snímek sleduje dvacetidolarovou bankovku ze série 1988A (sériové číslo L33425849D). Ve filmu hráli Linda Hunt, Brendan Fraser, Steve Buscemi, Elisabeth Shue, Spalding Gray a další. Většina venkovních scén filmu byla natočena v Minneapolis, zbylé scény pak v Los Angeles.